# Crotaphytus nebrius
Crotaphytus nebrius là một loài thằn lằn trong họ Crotaphytidae. Loài này được Axtell & Montanucci mô tả khoa học đầu tiên năm 1977.